# Cornelis Albert van Assendelft
Cornelis Albert van Assendelft (Middelburg, 11 mei 1870 - Amsterdam, 22 mei 1945) was een Nederlandse kunstschilder en tekenaar (vooral pastels en krijttekeningen). Hij maakte voornamelijk landschappen, met name taferelen van boeren die op het land werken. Veel van zijn werk doet denken aan Vincent van Gogh. Hij werkte onder meer in Bemmel en in Groesbeek (1919-1924).

## Werk in musea
- Herder met Schapen, schilderij, Rijksmuseum, Amsterdam
- De landman, tekening, Centraal Museum, Utrecht

- Biografisch Portaal: 02289773
- International Standard Name Identifier: 0000 0000 6945 0000
- Nederlandse Thesaurus van Auteursnamen: 06991821X
- RKD-Nederlands Instituut voor Kunstgeschiedenis: 2781
- Union List of Artist Names: 500138789
- Virtual International Authority File: 96648011
- WorldCat: E39PBJpYyYRR7RYjJ8Rdwcctrq